# 멀티플 매니악
멀티플 매니악(Multiple Maniacs)은 미국에서 제작된 존 워터스 감독의 1970년 영화이다. 디바인 등이 주연으로 출연하였고 존 워터스 등이 제작에 참여하였다.

## 출연

### 주연
- 디바인

### 조연
- 메리 비비안 피어스
- 민크 스톨
- 쿠키 뮬러
- 에디스 마시
- 수잔 로우
- 릭 모로우
- 빈센트 페라니오
- 짐 톰슨
- 잭 월쉬
- 팻 모란
- 마크 라자러스
- 잭 로버츠
- 톰 웰스
- 조지 피그스